# Indianapolis 500 1971

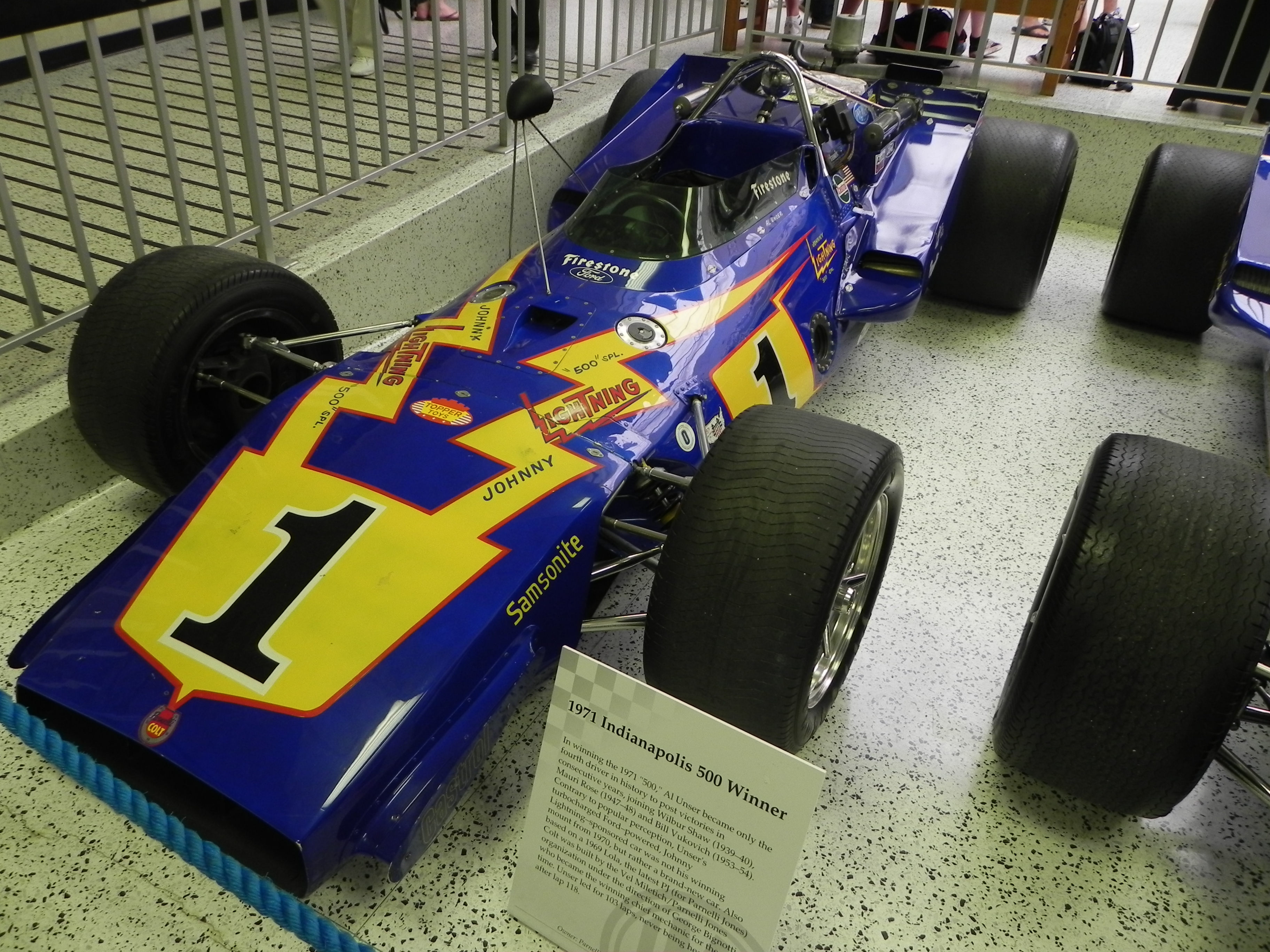
Colt 71, Siegerwagen von Al Unser

Das 55. Indianapolis 500 (offiziell 55th 500 Mile International Sweepstakes) auf dem Indianapolis Motor Speedway fand am 29. Mai 1971 statt.

## Das Rennen
Das Rennen ging über eine Distanz von 200 Runden à 4,023 km, was einer Gesamtdistanz von 804,672 km entspricht. Aus der Pole-Position startete Peter Revson (Team McLaren) mit einer Vierrunden-Durchschnittszeit von 3:21.460 Min. oder 178,696 mph (287,583 km/h). Die schnellste Runde im Rennen drehte Mark Donohue (US Racing) in 51,44 Sekunden (174,961 mph). Das Rennen war der fünfte Lauf zur USAC-Saison 1971.

## Ergebnisse

### Startaufstellung
| Reihe | Innen             | Mitte            | Außen             |
| ----- | ----------------- | ---------------- | ----------------- |
| 1     | Peter Revson      | Mark Donohue     | Bobby Unser       |
| 2     | Denny Hulme       | Al Unser         | A. J. Foyt        |
| 3     | Lloyd Ruby        | Joe Leonard      | Mario Andretti    |
| 4     | Jim Malloy        | Bill Vukovich II | Gordon Johncock   |
| 5     | Gary Bettenhausen | Cale Yarborough  | Bentley Warren    |
| 6     | David Hobbs       | Bud Tingelstad   | Rick Muther       |
| 7     | Mike Mosley       | Donnie Allison   | George Snider     |
| 8     | Roger McCluskey   | Wally Dallenbach | Johnny Rutherford |
| 9     | Sammy Sessions    | Larry Dickson    | Steve Krisiloff   |
| 10    | Denny Zimmerman   | George Follmer   | Mel Kenyon        |
| 11    | Art Pollard       | Bob Harkey       | Dick Simon        |

### Schlussklassement
Wetter: bewölkt, 22°
| Pos. | Nr. | Name                 | Chassis         | Motor       | R | Zeit/Rückstand               | Qualifikation ø 4 Rd. mph | Start |
| ---- | --- | -------------------- | --------------- | ----------- | - | ---------------------------- | ------------------------- | ----- |
| 1    | 1   | Al Unser (W)         | Colt 71         | Ford        | F | 3:10:11.560 Std. 157,735 mph | 174,621                   | 5     |
| 2    | 86  | Peter Revson         | McLaren M16A    | Offenhauser | G | 200                          | 178,695                   | 1     |
| 3    | 9   | A. J. Foyt (W)       | Coyote 71       | Ford        | G | 200                          | 174,317                   | 6     |
| 4    | 42  | Jim Malloy           | Eagle 70        | Offenhauser | G | 200                          | 171,838                   | 10    |
| 5    | 32  | Bill Vukovich II     | Hayhoe 68       | Offenhauser | F | 200                          | 171,674                   | 11    |
| 6    | 84  | Donnie Allison       | Coyote 71       | Ford        | G | 199                          | 171,903                   | 20    |
| 7    | 58  | Bud Tingelstad       | Hayhoe 68       | Offenhauser | F | 198                          | 170,156                   | 17    |
| 8    | 43  | Denny Zimmerman (R)  | Vollstedt 66    | Offenhauser | F | 189                          | 169,755                   | 28    |
| 9    | 6   | Roger McCluskey      | Kuzma-Kenyon 71 | Ford        | G | 188                          | 171,241                   | 22    |
| 10   | 16  | Gary Bettenhausen    | Gerhardt 70     | Offenhauser | G | 178                          | 171,233                   | 13    |
| 11   | 12  | Lloyd Ruby           | Mongoose 71     | Ford        | F | 174 (Getriebe)               | 173,821                   | 7     |
| 12   | 2   | Bobby Unser (W)      | Eagle 71        | Offenhauser | G | 164 (Unfall)                 | 175,816                   | 3     |
| 13   | 4   | Mike Mosley          | Eagle 68        | Ford        | F | 159 (Unfall)                 | 169,579                   | 19    |
| 14   | 44  | Dick Simon           | Vollstedt 67    | Ford        | F | 151                          | 170,165                   | 33    |
| 15   | 41  | George Follmer       | Kingfish 70     | Offenhauser | F | 147 (Motor)                  | 169,205                   | 29    |
| 16   | 21  | Cale Yarborough      | Mongoose 71     | Ford        | F | 140 (Motor)                  | 170,770                   | 14    |
| 17   | 85  | Denis Hulme          | McLaren M16A    | Offenhauser | G | 137 (Ventile)                | 174,910                   | 4     |
| 18   | 18  | Johnny Rutherford    | Eagle 66        | Offenhauser | G | 128                          | 171,152                   | 24    |
| 19   | 15  | Joe Leonard          | Colt 71         | Ford        | F | 123 (Turbolader)             | 172,761                   | 8     |
| 20   | 68  | David Hobbs (R)      | Lola T153 2WD   | Ford        | G | 107 (Unfall)                 | 169,571                   | 16    |
| 21   | 38  | Rick Muther          | Hawk I          | Offenhauser | F | 85 (Unfall)                  | 169,972                   | 18    |
| 22   | 99  | Bob Harkey           | Gerhardt 68     | Offenhauser | F | 77 (Getriebe)                | 169,197                   | 32    |
| 23   | 95  | Bentley Warren (R)   | Eagle 66        | Offenhauser | F | 76 (Getriebe)                | 169,627                   | 15    |
| 24   | 22  | Wally Dallenbach sr. | Kuzma-Kenyon 71 | Offenhauser | G | 69 (Ventile)                 | 171,159                   | 23    |
| 25   | 66  | Mark Donohue         | McLaren M16A    | Offenhauser | G | 66 (Getriebe)                | 177,087                   | 2     |
| 26   | 64  | Art Pollard          | Scorpion 70     | Ford        | G | 45 (Ventile)                 | 169,499                   | 31    |
| 27   | 98  | Sammy Sessions       | Colt-Lola T150  | Ford        | F | 43 (Ventile)                 | 170,357                   | 25    |
| 28   | 45  | Larry Dickson        | Kingfish 71     | Offenhauser | F | 33 (Motor)                   | 170,285                   | 26    |
| 29   | 7   | Gordon Johncock      | McLaren M15A    | Offenhauser | G | 11 (Unfall)                  | 171,388                   | 12    |
| 30   | 5   | Mario Andretti (W)   | McNamara T501   | Ford        | F | 11 (Unfall)                  | 172,612                   | 9     |
| 31   | 20  | Steve Krisiloff (R)  | McNamara T501   | Ford        | F | 10 (Öl-Leck)                 | 169,835                   | 27    |
| 32   | 23  | Mel Kenyon           | Kuzma-Kenyon 71 | Ford        | G | 10 (Unfall)                  | 170,205                   | 30    |
| 33   | 80  | George Snider        | Eagle 68        | Offenhauser | F | 6 (Defekt)                   | 171,600                   | 21    |

(W)=früherer Gewinner / (R)=Rookie

### Führungsrunden
| Fahrer       | Tea                         | Anzahl |
| ------------ | --------------------------- | ------ |
| Al Unser     | Vel’s Parnelli Jones Racing | 103    |
| Mark Donohue | US Racing                   | 52     |
| Joe Leonard  | Vel’s Parnelli Jones Racing | 21     |
| Bobby Unser  | All American Racers         | 21     |
| Lloyd Ruby   | Gene White Co               | 3      |